# Matteo Pérez Vinlöf
Olof Matteo Pérez Vinlöf, född 18 december 2005, är en svensk fotbollsspelare som representerar Bayern München. Han har även spelat i svenska landslaget på flera ungdomsnivåer.

## Karriär
Pérez Vinlöf är född i Stockholm, och har en svensk mamma och en peruansk pappa. Han började spela fotboll i Brommapojkarna och bytte klubb till Hammarby år 2015. 2022 värvandes han av Bayern München där han debuterade i A-laget 2024. Samma år lånades han ut till Austria Wien. Han har representerat Sverige på U17-, U19- och U21-nivån.